# Santuário do Livro

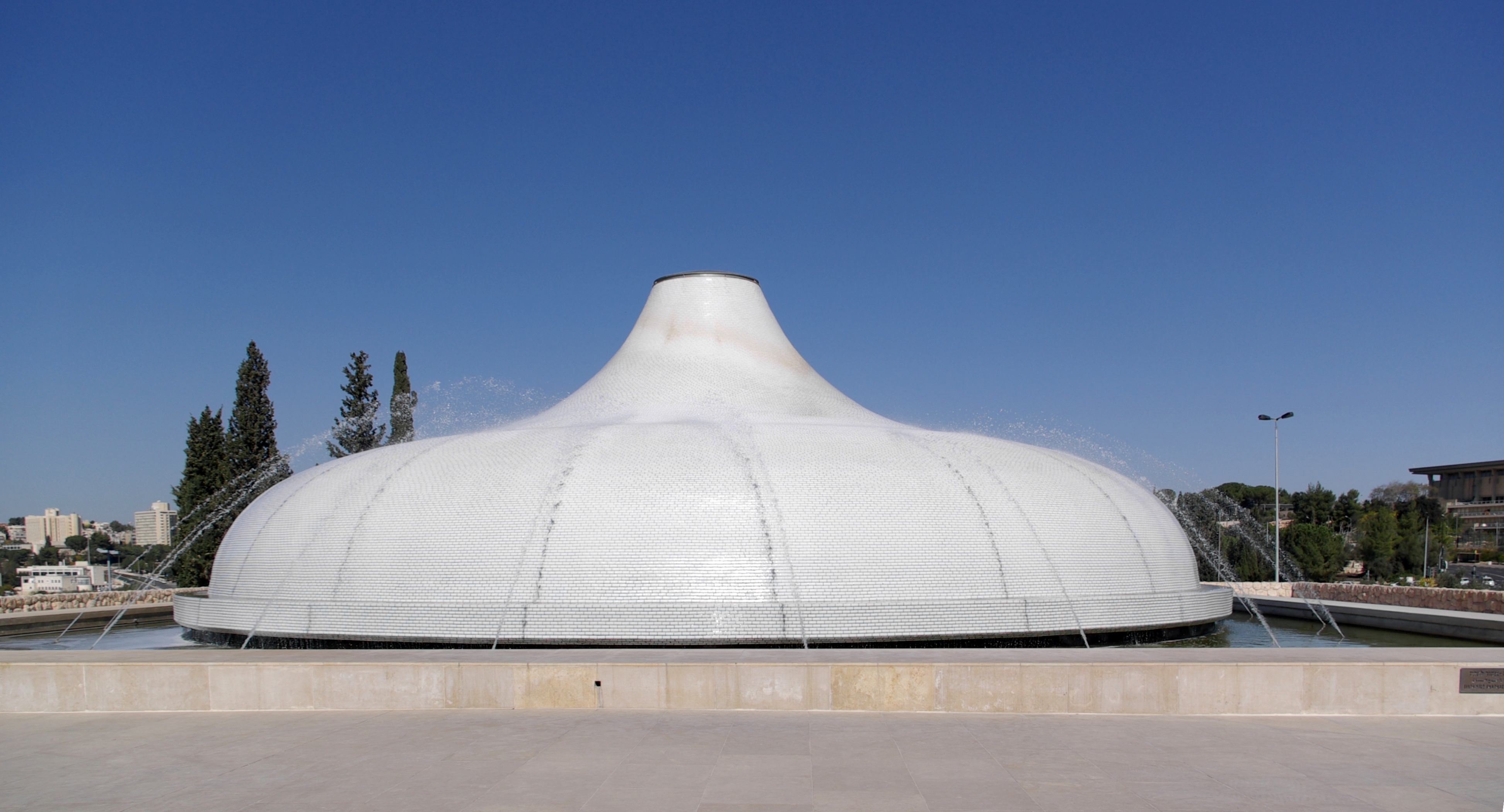
Vista exterior do Santuário do Livro

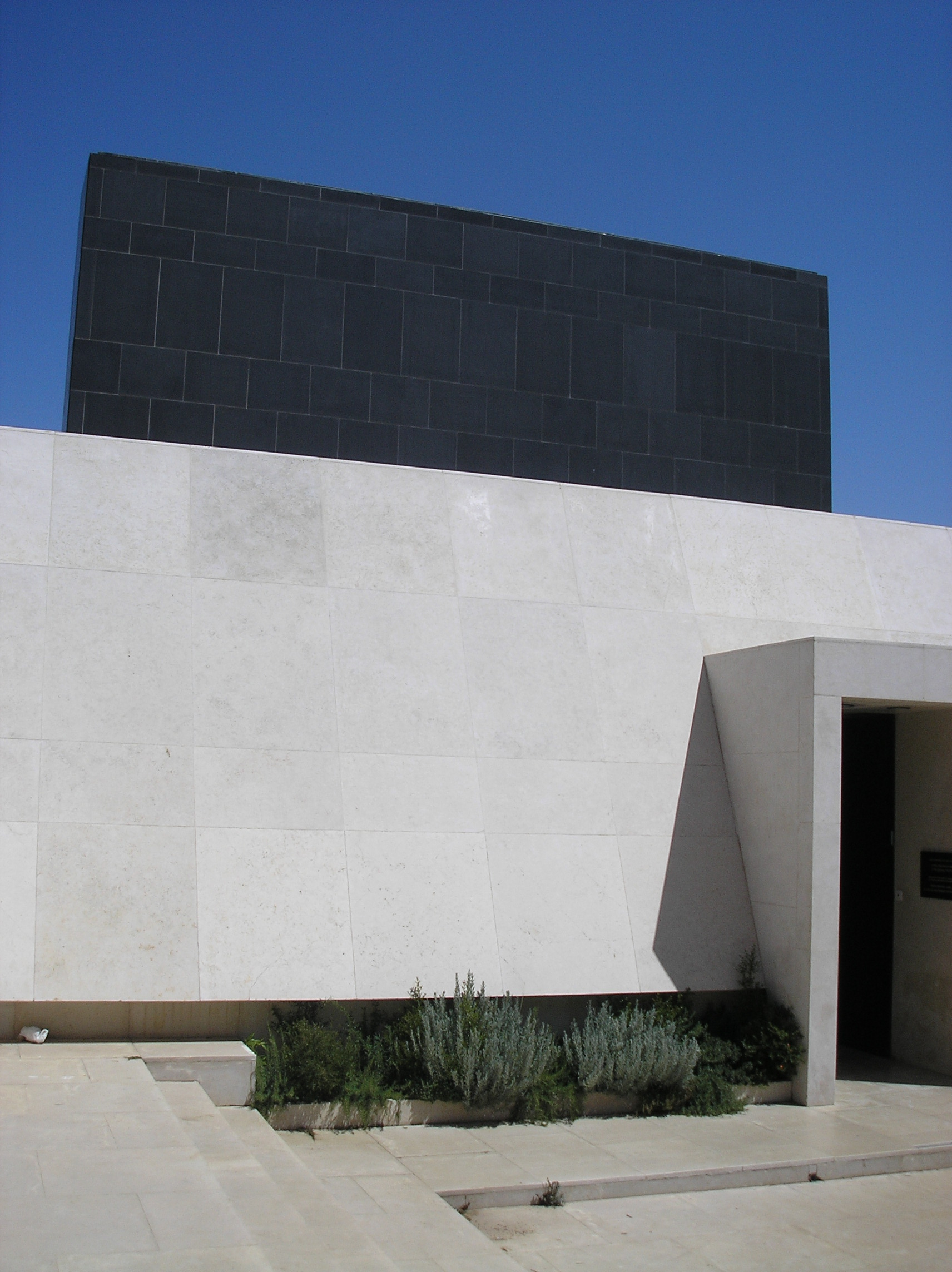
Entrada do Santuário do Livro

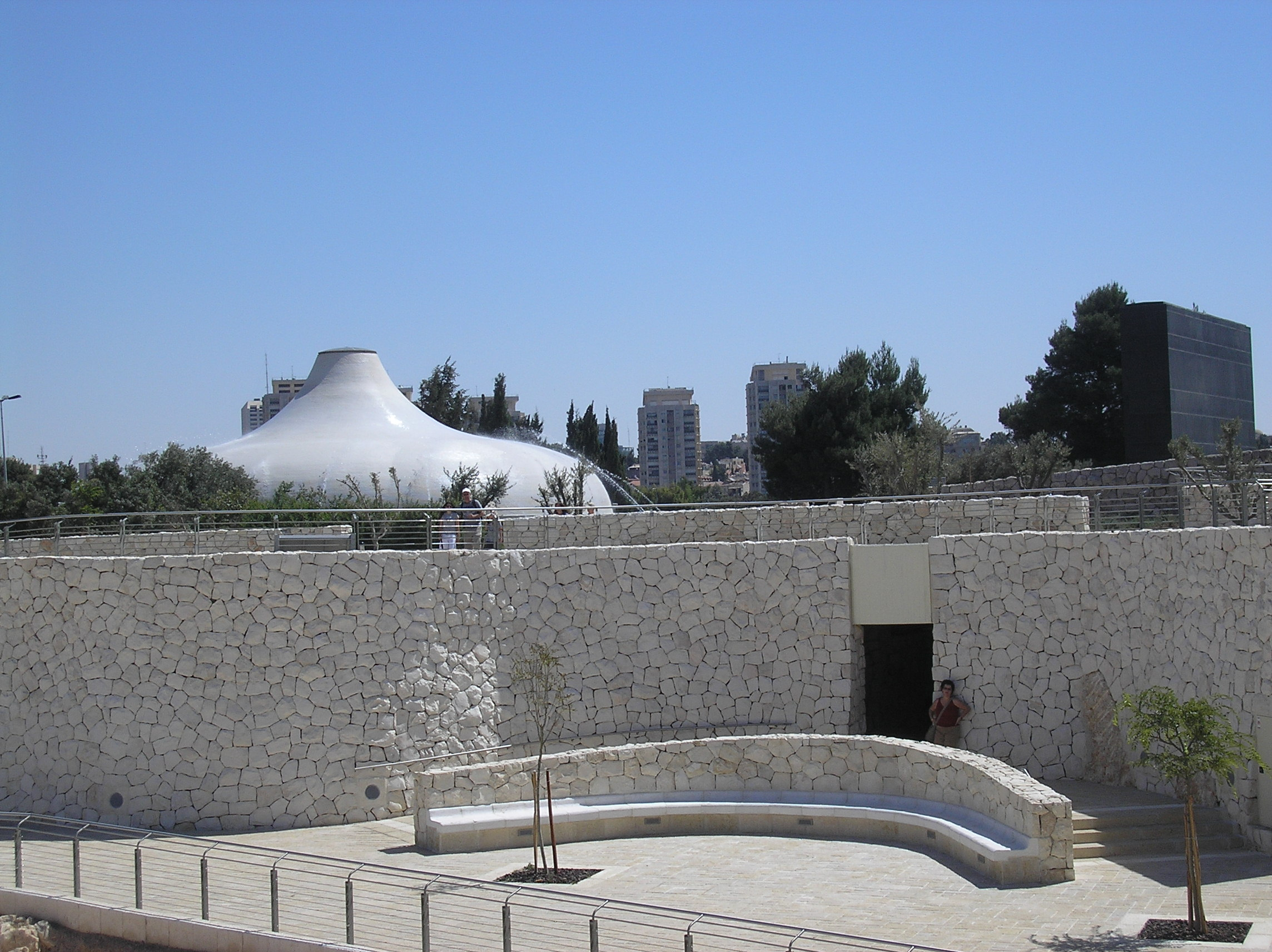
O Santuário é construído para simbolizar a Guerra dos Filhos da Luz contra os Filhos das Trevas - O santuário é construído como uma cúpula branca simbolizando os filhos da luz, e uma parede negra de basalto - simbolizando os filhos das trevas.

O Santuário do Livro (em hebraico:  היכל הספר, romaniz.: Heikhal HaSefer) é uma ala do Museu de Israel perto de Givat Ram no nordeste de Jerusalém que hospeda os Pergaminhos do Mar Morto. 